# Schultze & Braun
Schultze & Braun ist eine Anwaltssozietät mit den Schwerpunkten Restrukturierung und Insolvenzverwaltung. Außerdem ist die Sozietät in den Bereichen Rechtsberatung sowie Steuerberatung und Wirtschaftsprüfung tätig.

## Geschichte
1949 gründete Fritz Beck eine Steuerberatungskanzlei in Achern. Steuerberater Wolfgang Schultze schloss sich 1969 der Kanzlei an und schließlich entstand 1975 die Rechts- und Steuerberatung Schultze & Braun mit Rechtsanwalt Eberhard Braun als weiterem Partner. In den 1980er Jahren arbeitete die Kanzlei insbesondere in der Konkursverwaltung und zählte zehn Jahre nach Gründung 50 Mitarbeiter. Die Sozietät war zunächst nur in Mittelbaden tätig, ab 1980 in ganz Baden-Württemberg, später auch in Bayern und Sachsen. Heute ist Schultze & Braun ein Unternehmensverbund mehrerer Gesellschaften mit mehr als 500 Mitarbeitern, der mit über 30 Standorten in Deutschland und im europäischen Ausland, in Frankreich und Italien, vertreten ist.

## Beratungsfelder

### Insolvenzverwaltung
Die Schultze & Braun Rechtsanwaltsgesellschaft für Insolvenzverwaltung mbH gehört zu den meistbestellten Insolvenzverwaltern in Deutschland und führt seit mehreren Jahren das Ranking der Insolvenzkanzleien im Bereich der Unternehmensinsolvenzen in Deutschland an. In Insolvenzverfahren großer Unternehmen im Zusammenhang mit Wirtschaftskriminalität wurden Rechtsanwälte von Schultze & Braun als Insolvenzverwalter bestellt. Zu diesen Verfahren gehören unter anderem FlowTex, ein internationaler Betrugsfall mit über 1,2 Milliarden Euro Schaden sowie Phoenix Kapitaldienst, ein Betrugsfall mit 600 Millionen Euro Schaden und mehr als 30.000 Gläubigern.
Weitere Verfahren waren Daewoo Germany, Frankfurter Rundschau, Fairchild Dornier, Rosenthal, Windreich, Lloyd Dynamowerke, zero, Wöhrl, Rohde, SAM Automotive. und JD Norman Germany GmbH.

### Restrukturierung
Der Geschäftsbereich Restrukturierung der Schultze & Braun GmbH Rechtsanwaltsgesellschaft beinhaltet die Sanierungs- und insolvenznahe Beratung. Hierzu zählen die Eigenverwaltung, das Schutzschirmverfahren und der Insolvenzplan. Von Schultze & Braun betreute Eigenverwaltung waren beispielsweise der Modeeinzelhändler SinnLeffers (2008), Meillerghp, ein Spezialist für personalisierte Kundenkommunikation., der KfZ-Dienstleister A.T.U., die Textilveredelung Lindenfarb sowie die Fluggesellschaft Condor und der Textileinzelhändler Esprit, Bonita sowie die Friseurkette Klier.
Weitere Beratungsleistungen von Schultze & Braun sind das Sicherheitenmanagement (Sicherheitenpool, Treuhand), die Beratung bei internationalen Restrukturierungen, die Tätigkeit im Bereich Distressed-M&A sowie das Sanierungsarbeitsrecht.

### Steuerberatung und Wirtschaftsprüfung
Neben der klassischen Steuerberatung in der Ortenau berät die Schultze & Braun GmbH Steuerberatungsgesellschaft Wirtschaftsprüfungsgesellschaft national bei Unternehmensgründung, Unternehmensfinanzierung und Unternehmensnachfolge. Der Geschäftsbereich Wirtschaftsprüfung umfasst Prüfungstätigkeit sowie Unterstützung in Finanzierungsfragen und bei Unternehmenstransaktionen, zum Beispiel durch Due Diligence-Prüfungen und Unternehmensbewertungen.